# ライブ・アット・ザ・ヴィレッジ・ヴァンガード
『ライブ・アット・ザ・ヴィレッジ・ヴァンガード』（Live at the Village Vanguard）は、サド・ジョーンズ / メル・ルイス・ジャズ・オーケストラのアルバムである。

## 収録曲
1. ザ・リトル・ピクシー - "The Little Pixie" - 10分34秒
2. エイ＝ザッツ・フリーダム - "A- That's Freedom" - 7分1秒
3. バッカフィレン - "Bachafillen" - 7分8秒
4. ドント・ギット・サッシー - "Don't Git Sassy" - 7分22秒
5. ウィロー・ツリー - "Willow Tree" - 5分4秒
6. サンバ・コン・ゲッチュ - "Samba Con Getchu" - 12分17秒

※トラック7、8、9は、後に発売されたCDのみに収録されたボーナストラック
1. クワイエチュード - "Quietude" - 4分48秒
2. ザ・セカンド・レース - "The Second Race" - 9分37秒
3. ラバー・マン - "Lover Man" - 4分53秒

## 演奏メンバー
- サド・ジョーンズ - フリューゲルホルン
- メル・ルイス - ドラム
- ローランド・ハナ (Roland Hanna) - ピアノ
- リチャード・デイヴィス (Richard Davis) - ベース
- サム・ハーマン (Sam Herman) - ギター
- ジェローム・リチャードソン (Jerome Richardson) - サックス
- ジェリー・ダジォン (Jerry Dodgion) - サックス
- ジョー・ファレル (Joe Farrell) - サックス
- エディ・ダニエルズ (Eddie Daniels) - サックス
- ペッパー・アダムス (Pepper Adams) - サックス
- リチャード・ウィリアムズ (Richard Williams) - トランペット
- ビル・ベリー (Bill Berry) - トランペット
- スヌーキー・ヤング (Snooky Young) - トランペット
- マーヴィン・スタム (Marvin Stamm) - トランペット
- ジミー・ノッティンガム (Jimmy Nottingham) - トランペット
- ボブ・ブルックマイヤー (Bob Brookmeyer) - トロンボーン
- ガーネット・ブラウン (Garnett Brown) - トロンボーン
- トム・マッキントッシュ (Tom McIntosh) - トロンボーン
- クリフ・ヘザー (Cliff Heather) - トロンボーン